# Kozo Tashima
Kozo Tashima (田嶋 幸三 Tashima Kōzō?,  nacido el 21 de noviembre de 1957 en Reihoku, Amakusa, Kumamoto) es un exfutbolista japonés que se desempeñaba como centrocampista.
Tashima jugó siete veces para la Selección de fútbol de Japón entre 1979 y 1980.
Actualmente es el presidente de la Asociación de Fútbol de Japón.

## Trayectoria

### Clubes
| Club              | País  | Año         |
| ----------------- | ----- | ----------- |
| Furukawa Electric | Japón | 1980 - 1982 |

### Selección nacional
| Selección | País  | Año         |
| --------- | ----- | ----------- |
| Absoluta  | Japón | 1979 - 1980 |

## Estadística de equipo nacional
| Selección de Japón | Selección de Japón | Selección de Japón |
| Año                | Part.              | Goles              |
| ------------------ | ------------------ | ------------------ |
| 1979               | 4                  | 0                  |
| 1980               | 3                  | 1                  |
| Total              | 7                  | 1                  |

## Palmarés

### Títulos nacionales
| Título                   | Club              | País  | Año  |
| ------------------------ | ----------------- | ----- | ---- |
| Copa Japan Soccer League | Furukawa Electric | Japón | 1982 |